# Liste der Schiffe der Spanischen Armada
Die Spanische Armada wurde ab 1586 gebildet. Diese Liste zählt die für die Englandinvasion ausgelaufenen Schiffe auf sowie deren Schicksal nach der gescheiterten Invasion.
Die Armada (Gran Armada) war in mehrere Geschwader (Escuadra) unterteilt, die meist nach der Region benannt wurden, die für die Ausrüstung zuständig war. Die Flotte bestand aus den unterschiedlichsten Schiffstypen – zweckgebaute Kriegsschiffe (Galeonen, Naos/Karacken), bewaffnete Kauffahrer (Pataches, Zabras, Pinassen), langsame Transporter Urcas und sogar einige Ruderkriegsschiffe (Galeassen und Galeeren). Diese Schiffe wurden nur zum Teil auf spanischen Werften gebaut, viele waren deutsche, französische oder italienische (Venedig, Genua) Schiffe, die mitsamt den Besatzungen requiriert oder angemietet wurden.

## Escuadra de Portugal (Alonso Pérez de Guzmán, Herzog von Medina-Sidonia)
| Name                           | Typ     | Tonnage | Kanonen | Besatzung | Soldaten | Baujahr | Schicksal                                                    |
| ------------------------------ | ------- | ------- | ------- | --------- | -------- | ------- | ------------------------------------------------------------ |
| San Martín (F)                 | Galeone | 1000 T. | 48      | 161       | 491      | 1578    | Rückkehr nach Santander                                      |
| San Juan (A)                   | Galeone | 1050 T. | 50      | 184       | 382      | 1586    | Rückkehr nach A Coruña                                       |
| San Felipe                     | Galeone | 850 T.  | 40      | 116       | 377      | 1585    | 8. August 1588 zwischen Nieuwpoort und Ostende gesunken      |
| San Luis                       | Galeone | 830 T.  | 38      | 97        | 384      | 1583    | Rückkehr nach Santander                                      |
| San Marcos                     | Galeone | 790 T.  | 33      | 98        | 419      | 1585    | bei Irland, zwischen Mutton Island und Lurga Point, gesunken |
| San Mateo                      | Galeone | 750 T.  | 34      | 110       | 334      | 1579    | 5. August 1588 zwischen Nieuwpoort und Ostende gesunken      |
| San Francisco (oder Florencia) | Galeone | 520 T.  | 52      | 89        | 294      | n/a     | Rückkehr nach Santander                                      |
| Santiago                       | Galeone | 520 T.  | 24      | 90        | 314      | 1585    | Rückkehr nach Santander                                      |
| San Bernardo                   | Galeone | 352 T.  | 21      | 68        | 179      | 1586    | Rückkehr nach Galicien                                       |
| San Cristóbal                  | Galeone | 352 T.  | 20      | 80        | 135      | 1580    | Rückkehr nach Santander                                      |
| Augusta                        | Galeone | 166 T.  | 13      | 44        | 49       | 1585    | Rückkehr nach Laredo                                         |
| Julia                          | Galeone | 166 T.  | 13      | 47        | 43       | 1585    | Rückkehr nach Santander                                      |

## Escuadra de Castilla (Diego Flores de Valdez)
| Name                       | Typ     | Tonnage | Kanonen | Besatzung | Soldaten | Baujahr | Schicksal                                                |
| -------------------------- | ------- | ------- | ------- | --------- | -------- | ------- | -------------------------------------------------------- |
| San Cristóbal (F)          | Galeone | 700 T.  | 36      | 212       | 211      | 1583    | Rückkehr nach Laredo                                     |
| Nuestra Señora de Begoña   | Galeone | 750 T.  | 24      | 95        | 221      | 1585    | Rückkehr nach Cangas                                     |
| San Medel y San Celedón    | Galeone | 530 T.  | 24      | 81        | 196      | 1584    | Rückkehr nach Laredo                                     |
| San Juan el Menor          | Galeone | 530 T.  | 24      | 81        | 238      | 1584    | Rückkehr nach Santander                                  |
| Santiago el Mayor          | Galeone | 530 T.  | 24      | 103       | 213      | 1584    | Rückkehr nach Santander                                  |
| Asunción                   | Galeone | 530 T.  | 24      | 80        | 184      | 1584    | Rückkehr nach Santander                                  |
| San Felipe y Santiago      | Galeone | 530 T.  | 24      | 86        | 161      | 1584    | Rückkehr nach Santander                                  |
| San Pedro                  | Galeone | 530 T.  | 24      | 94        | 201      | 1584    | Rückkehr nach Santander                                  |
| Nuestra Señora de Barrio   | Galeone | 530 T.  | 24      | 86        | 208      | 1584    | Rückkehr nach Laredo                                     |
| Santa Ana                  | Galeone | 250 T.  | 24      | 69        | 104      | 1581    | Rückkehr nach Santander                                  |
| Santa Catalina             | Nao     | 882 T.  | 24      | 104       | 193      | 1586    | Rückkehr nach Santander                                  |
| Trinidad                   | Nao     | 872 T.  | 24      | 90        | 182      | 1586    | 15. September 1588 bei Irland, Valentia Island, gesunken |
| San Juan Bautista (A)      | Nao     | 750 T.  | 24      | 90        | 254      | 1583    | Rückkehr nach Santander                                  |
| San Juan Bautista          | Nao     | 650 T.  | 24      | 57        | 183      | 1586    | 25. September 1588 bei Irland, Streedagh Strand gesunken |
| Nuestra Señora del Socorro | Patache | 75 T.   | 14      | 15        | 20       | 1586    | n/a                                                      |
| San Antonio                | Patache | 75 T.   | 12      | 31        | 20       | 1586    | n/a                                                      |

## Escuadra de Vizcaya (Juan Martínez de Recalde)
| Name                           | Typ     | Tonnage | Kanonen | Besatzung | Soldaten | Baujahr | Schicksal                                             |
| ------------------------------ | ------- | ------- | ------- | --------- | -------- | ------- | ----------------------------------------------------- |
| Santa Ana (F)                  | Nao     | 768 T.  | 30      | 101       | 311      | 1586    | bei Le Havre durch brit. Schiffe versenkt             |
| Gran Grin (A)                  | Nao     | 1160 T. | 28      | 96        | 209      | n/a     | 22. September 1588 bei Irland, Clare Island, gesunken |
| Santa María Montemayor         | Nao     | 707 T.  | 18      | 42        | 158      | n/a     | Rückkehr nach Santander                               |
| Santiago                       | Nao     | 666 T.  | 25      | 106       | 206      | 1585    | Rückkehr nach Guipúzcoa                               |
| María Juan                     | Nao     | 665 T.  | 24      | 93        | 217      | 1585    | 8.–10. August 1588 bei Gravelines versenkt            |
| Magdalena                      | Nao     | 530 T.  | 18      | 65        | 193      | 1585    | Rückkehr nach Guipúzcoa                               |
| Manuela                        | Nao     | 520 T.  | 12      | 48        | 115      | n/a     | Rückkehr nach Santander                               |
| Concepción Mayor               | Nao     | 468 T.  | 16      | 69        | 153      | 1585    | Rückkehr nach Guipúzcoa                               |
| Concepción de Joanes de Elcano | Nao     | 418 T.  | 18      | 61        | 176      | 1585    | 25. September 1588 bei Irland, Spainnehach, gesunken  |
| San Juan                       | Nao     | 350 T.  | 21      | 53        | 142      | 1585    | 8. August 1588 bei Dünkirchen gesunken                |
| María de Miguel Suso           | Patache | 96 T.   | 6       | 25        | 20       | 1585    | Rückkehr nach Guipúzcoa                               |
| San Sebastián                  | Patache | 78 T.   | 6       | 25        | 20       | 1585    | Rückkehr nach A Coruña                                |
| Isabella                       | Patache | 71 T.   | 6       | 29        | 24       | 1585    | Rückkehr nach A Coruña                                |
| La María de Aguirre            | Patache | 70 T.   | 10      | 25        | 19       | 1585    | n/a                                                   |

## Escuadra de Guipúzcoa (Miguel de Oquendo)
| Name                          | Typ     | Tonnage | Kanonen | Besatzung | Soldaten | Baujahr | Schicksal                                              |
| ----------------------------- | ------- | ------- | ------- | --------- | -------- | ------- | ------------------------------------------------------ |
| Santa Ana (F)                 | Nao     | 1200 T. | 47      | 120       | 342      | 1586    | Rückkehr nach San Sebastián / später ausgebrannt       |
| Nuestra Señora de la Rosa (A) | Nao     | 945 T.  | 26      | 100       | 175      | 1586    | 21. September 1588 bei Irland, Blasket Sound, gesunken |
| San Salvador                  | Nao     | 958 T.  | 25      | 90        | 232      | 1586    | im Kanal durch brit. Schiffe gekapert                  |
| Santiesteban                  | Nao     | 736 T.  | 26      | 75        | 192      | 1586    | 20. September 1588 bei Irland, Doonbeg, gesunken       |
| Santa Cruz                    | Nao     | 680 T.  | 16      | 41        | 125      | 1551    | Rückkehr nach Santander                                |
| Santa María                   | Nao     | 548 T.  | 20      | 73        | 182      | 1586    | Rückkehr nach Guipúzcoa                                |
| Santa Bárbara                 | Nao     | 525 T.  | 12      | 47        | 135      | 1586    | Rückkehr nach Guipúzcoa                                |
| San Buenaventura              | Nao     | 379 T.  | 21      | 54        | 154      | 1586    | Rückkehr nach Guipúzcoa                                |
| María San Juan                | Nao     | 291 T.  | 12      | 40        | 95       | 1586    | Rückkehr nach Lissabon                                 |
| Doncella                      | Urca    | 500 T.  | 16      | 48        | 118      | 1586    | Rückkehr nach Santander / beim Einlaufen gesunken      |
| San Bernabé                   | Patache | 69 T.   | 9       | 19        | 20       | 1586    | Rückkehr nach San Sebastian                            |
| Asunción                      | Patache | 60 T.   | 9       | 16        | 19       | 1586    | Rückkehr nach Guipúzcoa                                |
| La Magdalena                  | Patache | n/a     | n/a     | n/a       | 14       | 1586    | Rückkehr nach Guipúzcoa                                |
| Nuestra Señora de Guadalupe   | Pinaza  | n/a     | n/a     | n/a       | 14       | 1586    | Rückkehr nach Guipúzcoa                                |

## Escuadra de Andalucia (Pedro Valdez)
| Name                             | Typ     | Tonnage | Kanonen | Besatzung | Soldaten | Baujahr | Schicksal                                                |
| -------------------------------- | ------- | ------- | ------- | --------- | -------- | ------- | -------------------------------------------------------- |
| Nuestra Señora del Rosario (F)   | Nao     | 1150 T. | 46      | 125       | 359      | 1585    | im Kanal durch brit. Schiffe gekapert (Drake)            |
| San Francisco (A)                | Nao     | 915 T.  | 21      | 86        | 245      | 1585    | Rückkehr nach Santander                                  |
| Duquesa Santa Ana (oder Duquesa) | Nao     | 900 T.  | 23      | 74        | 225      | 1585    | 26. September 1588 bei Irland, Glenagivney Bay, gesunken |
| Concepción                       | Nao     | 662 T.  | 20      | 69        | 191      | 1584    | Rückkehr nach Laredo                                     |
| San Juan de Gargoriu             | Nao     | 569 T.  | 16      | 54        | 174      | 1585    | Rückkehr nach Santander                                  |
| San Juan Bautista                | Galeone | 800 T.  | 31      | 64        | 260      | 1584    | Rückkehr nach Santander                                  |
| San Bartolomé                    | Urca    | 976 T.  | 27      | 66        | 178      | 1585    | Rückkehr nach A Coruña                                   |
| Santa Catalina                   | Urca    | 730 T.  | 23      | 67        | 225      | 1586    | Rückkehr nach Santander                                  |
| Santa María de Juncal            | Urca    | 730 T.  | 20      | 67        | 225      | 1585    | Rückkehr nach Santander                                  |
| Trinidad                         | Urca    | 650 T.  | 13      | 70        | 197      | 1585    | Rückkehr nach Santander                                  |
| Espiritu Santo                   | Patache | 70 T.   | 10      | 15        | 18       | 1585    | Rückkehr nach Santander                                  |

## Escuadra de Levante (Martín de Bertendona)
| Name                                       | Typ | Tonnage | Kanonen | Besatzung | Soldaten | Baujahr | Schicksal                                                 |
| ------------------------------------------ | --- | ------- | ------- | --------- | -------- | ------- | --------------------------------------------------------- |
| Ragusana (oder Regazona)                   | Nao | 1249 T. | 30      | 80        | 403      | n/a     | Rückkehr nach A Coruña                                    |
| Lavia (A)                                  | Nao | 728 T.  | 25      | 71        | 241      | n/a     | 25. September 1588 bei Irland, Streedagh Bay, gesunken    |
| La Trinidad Valencera (oder Santo Spirito) | Nao | 1100 T. | 42      | 87        | 381      | n/a     | 16. September 1588 bei Irland, Glenagivney Bay, gesunken  |
| Santa Trinidad de Scala                    | Nao | 900 T.  | 22      | 78        | 346      | n/a     | Rückkehr nach Santander                                   |
| Juliana                                    | Nao | 860 T.  | 32      | 70        | 340      | n/a     | bei Irland, Mullaghderg, gesunken                         |
| San Nicolás                                | Nao | 834 T.  | 26      | 80        | 259      | n/a     | 15. September 1588 bei Irland, Toorgles, gesunken         |
| La Rata Encoronada                         | Nao | 820 T.  | 35      | 82        | 508      | n/a     | 21. September 1588 bei Irland, Erria, gesunken            |
| San Juan de Sicilia                        | Nao | 800 T.  | 26      | 63        | 279      | n/a     | Tobermory Bay (Schottland) gesunken                       |
| Anunciada                                  | Nao | 703 T.  | 24      | 79        | 219      | n/a     | im Kanal durch brit. Schiffe versenkt. Oder hier          |
| Santa María de Visón                       | Nao | 666 T.  | 18      | 70        | 255      | n/a     | 25. September 1588 bei Irland, Streedagh Strand, gesunken |

## Escuadra de Urcas (Juan Gómez de Medina)
| Name                  | Typ  | Tonnage | Kanonen | Besatzung | Soldaten | Baujahr | Schicksal                                                   |
| --------------------- | ---- | ------- | ------- | --------- | -------- | ------- | ----------------------------------------------------------- |
| Gran Grifón (F)       | Urca | 650 T.  | 38      | 45        | 253      | n/a     | bei Schottland, Fair Isle, gesunken; Heimathafen Rostock    |
| San Salvador (A)      | Urca | 650 T.  | 24      | 53        | 257      | 1565    | Rückkehr nach Santander, 1590 Rückkehr nach Wismar          |
| Castillo Negro        | Urca | 750 T.  | 27      | 50        | 282      | n/a     | 4. September 1588 bei Irland, Donegal, gesunken             |
| Casa de Paz Grande    | Urca | 650 T.  | 25      | 38        | 183      | n/a     | n/a                                                         |
| Santiago              | Urca | 600 T.  | 19      | 33        | 51       | 1557    | 21. September 1588 bei Irland, Inver-Broadhaven, gesunken   |
| Barca de Hamburgo     | Urca | 600 T.  | 23      | 30        | 233      | 1577    | 1. September 1588 bei Irland, Malin Head, gesunken          |
| San Pedro Mayor       | Urca | 581 T.  | 29      | 29        | 145      | 1567    | bei England, Bigbury Bay, gesunken                          |
| Fálcon Blanco Mayor   | Urca | 500 T.  | 15      | 34        | 190      | 1586    | Rückkehr nach Ribadeo / später gekapert                     |
| San Pedro Menor       | Urca | 500 T.  | 18      | 33        | 184      | 1586    | Rückkehr nach Frankreich                                    |
| Sansón                | Urca | 500 T.  | 18      | 29        | 209      | n/a     | Rückkehr nach A Coruña                                      |
| Barca de Ancique      | Urca | 450 T.  | 26      | 26        | 168      | 1572    | Rückkehr nach Gijón                                         |
| David                 | Urca | 450 T.  | 7       | 23        | 51       | n/a     | Rückkehr nach Santander                                     |
| San Andrés            | Urca | 400 T.  | 14      | 30        | 138      | n/a     | Rückkehr nach Santander                                     |
| El Gato               | Urca | 400 T.  | 9       | 42        | 43       | n/a     | Rückkehr nach Santander                                     |
| Cievo Volante         | Urca | 400 T.  | 16      | 39        | 150      | n/a     | 22. September 1588 bei Irland, Tirawlay, gesunken           |
| Santa Bárbara         | Urca | 370 T.  | 10      | 37        | 114      | 1559    | n/a                                                         |
| Casa de Chica         | Urca | 350 T.  | 15      | 38        | 162      | 1560    | Rückkehr nach Santander                                     |
| Fálcon Blanco Mediano | Urca | 300 T.  | 16      | 23        | 57       | 1586    | 25. September 1588 bei Irland, Freaghillaun South, gesunken |
| Esayas                | Urca | 280 T.  | 4       | 26        | 28       | 1542    | Rückkehr nach Santander                                     |
| San Gabriel           | Urca | 280 T.  | 4       | 30        | 36       | 1561    | Rückkehr nach Santander                                     |
| Paloma Blanca         | Urca | 250 T.  | 12      | 30        | 67       | n/a     | Rückkehr nach Ribadeo                                       |
| Perro Marino          | Urca | 200 T.  | 7       | 18        | 67       | n/a     | Rückkehr nach Laredo                                        |
| Bueno Ventura         | Urca | 160 T.  | 4       | 18        | 51       | n/a     | Rückkehr nach Santander                                     |

## Escuadra de Galeazes (Huc de Montcada)
| Name        | Typ      | Tonnage | Kanonen | Besatzung | Soldaten | Baujahr | Schicksal                                           |
| ----------- | -------- | ------- | ------- | --------- | -------- | ------- | --------------------------------------------------- |
| San Lorenzo | Galeasse | n/a     | 50      | 124       | 242      | n/a     | 8. August 1588 bei Calais gesunken                  |
| Girona      | Galeasse | 1200 T. | 50      | 129       | 253      | n/a     | 28. Oktober 1588 bei Irland, Lacada Point, gesunken |
| Zuñiga      | Galeasse | n/a     | 50      | 104       | 226      | n/a     | Rückkehr nach Le Havre                              |
| Napolitana  | Galeasse | n/a     | 50      | 102       | 248      | n/a     | Rückkehr nach Ribadeo                               |

## Escuadra de Galeraz (Diego de Medrano)
| Name     | Typ     | Tonnage | Kanonen | Besatzung | Soldaten | Baujahr | Schicksal             |
| -------- | ------- | ------- | ------- | --------- | -------- | ------- | --------------------- |
| Capitana | Galeere | n/a     | 5       | 57        | 56       | n/a     | zurückbeordert        |
| Bazana   | Galeere | n/a     | 5       | 40        | 26       | n/a     | zurückbeordert        |
| Diana    | Galeere | n/a     | 5       | 47        | 32       | n/a     | bei Boulogne gesunken |
| Princesa | Galeere | n/a     | 5       | 40        | 37       | n/a     | zurückbeordert        |

## Escuadra de Pataches y Zabras (Diego Hurtado de Mendoza)
| Name                                 | Typ     | Tonnage | Kanonen | Besatzung | Soldaten | Baujahr | Schicksal                                                           |
| ------------------------------------ | ------- | ------- | ------- | --------- | -------- | ------- | ------------------------------------------------------------------- |
| Erima tulani                         | Urca    | 450 T.  | 12      | 46        | 57       | 1559    | Untergang                                                           |
| Nuestra Señora del Pilar de Zaragoza | Nao     | 300 T.  | 11      | 59        | 114      | 1584    | Rückkehr nach Laredo                                                |
| La Caridad Inglesa                   | Urca    | 180 T.  | 11      | 37        | 43       | 1581    | n/a                                                                 |
| San Andrés de Escocia                | Urca    | 150 T.  | 12      | 27        | 38       | 1581    | Rückkehr nach Guipúzcoa                                             |
| Santo Crucifijo                      | Patache | 150 T.  | 8       | 24        | 40       | 1583    | Rückkehr nach Laredo                                                |
| Concepción de Lastero                | Patache | 75 T.   | 6       | n/a       | 18       | n/a     | n/a                                                                 |
| Espiritu Santo                       | Patache | 75 T.   | 2       | n/a       | n/a      | n/a     | Rückkehr nach Santander                                             |
| Nuestra Señora de Fresneda           | Patache | 70 T.   | n/a     | 20        | n/a      | n/a     | Rückkehr nach Santander                                             |
| Concepción de Carasa                 | Patache | 70 T.   | 5       | 21        | 18       | n/a     | Rückkehr nach Castro Urdiales                                       |
| Concepción de Castro                 | Patache | 70 T.   | 6       | 19        | n/a      | n/a     | Rückkehr nach Castro Urdiales                                       |
| Nuestra Señora de Guadalupe          | Patache | 70 T.   | n/a     | 29        | 19       | n/a     | Rückkehr nach Santander                                             |
| San Francisco                        | Patache | 70 T.   | n/a     | n/a       | n/a      | n/a     | n/a                                                                 |
| Nuestra Señora de Begoña             | Patache | 64 T.   | 10      | 24        | 12       | n/a     | n/a                                                                 |
| Concepción de Capitillo              | Patache | 60 T.   | 10      | 16        | n/a      | n/a     | Rückkehr nach Santander                                             |
| Nuestra Señora de Gracia             | Patache | 57 T    | 5       | 25        | 17       | n/a     | Rückkehr nach San Sebastián                                         |
| Nuestra Señora del Puerto            | Patache | 55 T.   | 8       | 17        | 28       | n/a     | Rückkehr nach Santander                                             |
| San Jerónimo                         | Patache | 55 T.   | 4       | 36        | n/a      | n/a     | Rückkehr nach Castro Urdiales                                       |
| Asunción                             | Zabra   | n/a     | 2       | 18        | n/a      | n/a     | Rückkehr nach Santander                                             |
| Concepción de Somariba               | Zabra   | n/a     | 2       | 23        | n/a      | n/a     | n/a                                                                 |
| Concepción de Valmaseda              | Zabra   | n/a     | 2       | 23        | n/a      | n/a     | Rückkehr nach Castro Urdiales                                       |
| Nuestra Señora de Castro             | Zabra   | n/a     | 2       | 20        | n/a      | n/a     | gesunken                                                            |
| San Andrés                           | Zabra   | n/a     | 2       | 17        | n/a      | n/a     | Rückkehr nach Santander                                             |
| San Juan Carasa                      | Zabra   | n/a     | n/a     | 29        | 6        | n/a     | Rückkehr nach Dunkerque                                             |
| Santa Catalina                       | Zabra   | n/a     | n/a     | 20        | n/a      | n/a     | Rückkehr nach Dunkerque                                             |
| Trinidad                             | Zabra   | n/a     | 2       | 23        | n/a      | n/a     | 18. September 1588 bei Irland, Tralee, durch brit. Schiffe gekapert |